# Gute Nacht, Herr Landstreicher (Film)
Gute Nacht, Herr Landstreicher (Originaltitel: Go’natt Herr Luffare) ist ein Kinderfilm von Daniel Bergman nach dem gleichnamigen Roman von Astrid Lindgren.

## Handlung
Sven, Anna und Stina sollen einen Abend alleine zu Hause bleiben, da ihre Eltern zu einer Beerdigung gehen. Noch bevor die Eltern weggehen warnen sie ihre Kinder niemanden die Tür zu öffnen und schon gar keinem Landstreicher. Die Kinder versprechen das. Als Sven nach draußen geht, um nach der Katze zu sehen, vergisst er beim Hereingehen die Haustür wieder zu verschließen. Als es dann vor der Tür klopft, sagt Sven automatisch „Herein“. Wenige Sekunden später bereut er das schon, denn er erinnert sich an das Versprechen, das er seinen Eltern gegeben hat. Doch dann ist es schon zu spät und ein Landstreicher betritt das Haus. Stina fängt zu weinen an, denn sie hat Angst vor dem Mann. Doch diesem gelingt es Stina zu beruhigen. Er versucht die Kinder zu unterhalten, singt, spielt Theater usw. Die Kinder sind begeistert und lachen über die Show die der Landstreicher ihnen darbietet. Somit gelingt es dem Landstreicher die Kinder zu überzeugen ihm etwas zu essen zu geben. Die Kinder können gar nicht genug von ihm bekommen. Doch als er sich satt gegessen und getrunken hat beschließt der Landstreicher zu gehen. Er geht nach draußen in die Kälte und den Schnee. Die Kinder hoffen, dass er bald wiederkommt. Doch der Landstreicher weiß ganz genau, dass er dieses niemals tun wird.

## Hintergrund
Gute Nacht, Herr Landstreicher wurde am 3. Dezember 1988 erstmals im schwedischen Fernsehen ausgestrahlt.
In Deutschland wurde der Film am 26. Dezember 1989 innerhalb einer Reihe namens Astrid Lindgren erzählt im ZDF erstausgestrahlt. Gute Nacht, Herr Landstreicher wurde später von Matthias-Film auf VHS herausgebracht. Im September 2010 wurde das Märchen mit vier weiteren Astrid Lindgren Verfilmungen von der Universum Film GmbH auf einer DVD unter dem Titel Astrid Lindgren – Die schönsten Erzählungen veröffentlicht. Eine weitere DVD-Veröffentlichung gab es im Oktober 2013, dieses Mal mit zwei weiteren Astrid Lindgren Verfilmungen unter dem Titel Astrid Lindgrens Märchen 2. Der Film ist in der deutschen Fassung 25 Minuten lang.

## Kritik
Bernt Lindner von der Kinder- und Jugendfilm Korrespondenz findet, dass Gute Nacht, Herr Landstreicher ein Film sei, der „Kindern (ab 5 Jahren) und Erwachsenen gleichermaßen Freude bereiten“ werde.